# Абу Садат Мухаммед Саєм
Абу Садат Мухаммед Саєм (бенг. আবু সাদাত মোহাম্মদ সায়েম, 26 березня 1916 — 8 липня 1997) — президент Бангладеш.
Абу Садат Мухаммед Саєм народився 1916 року в Рангпурі, здобув вищу освіту в галузі права в коледжі Президентства в Калькутті. У 1944 році став адвокатом у Високому суді Калькутти, а після розподілу Британської Індії 1947 року він перемістив свою практику у Високий суд Даки. Поступово робив кар'єру в судовій системі Східного Пакистану, й до 1970 року став членом Комісії з проведення кордонів між адміністративними одиницями та членом Виборчої комісії.
Після утворення незалежного Бангладеш Абу Садат Мухаммед Саєм 12 січня 1972 року став верховним суддею Високого суду Бангладеш, а після створення 17 грудня 1972 року Верховного суду Бангладеш — верховним суддею Бангладеш. Після усунення 6 листопада 1975 року від влади Хундакар Муштак Ахмеда він став президентом і главою Адміністрації воєнного стану. Обов'язки глави Адміністрації воєнного стану він припинив виконувати 29 листопада 1976, а президента — 21 квітня 1977 року.
Найвідомішим судовим рішенням Абу Садат Мухаммед Саєма є «справа Берубарі» у травні 1974 року, в якій оскаржувався обмін деякими анклавами між Індією та Бангладеш. Наслідком цього судового рішення стала третя поправка до конституції Бангладеш.